# Медведев, Кирилл Феликсович
Кирилл Феликсович Медведев (род. 19 июня 1975, Москва) — российский поэт, переводчик, издатель, основатель «Свободного марксистского издательства», политический активист, вокалист и гитарист группы «Аркадий Коц».

## Биография
Родился 19 июня 1975 года в Москве.

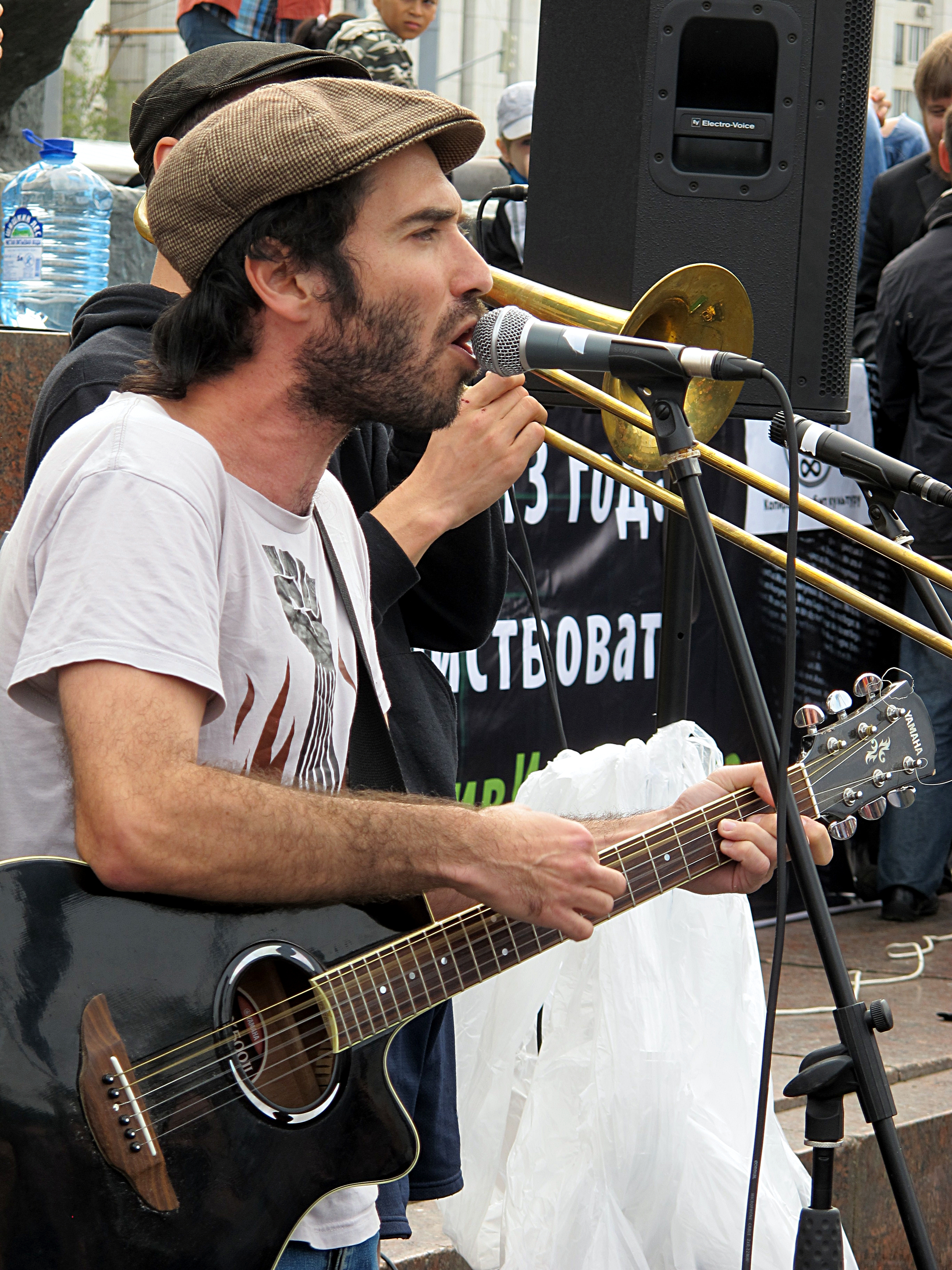
В составе группы «Аркадий Коц»

В 1992—1995 годах учился на истфаке МГУ .
В 2000 году окончил Литературный институт имени А. М. Горького. Публиковал статьи и рецензии в «Colta.ru»,Русском журнале", «Независимой газете», The Guardian, Jacobin, бюллетене «Литературная жизнь Москвы» и др. Опубликовал ряд переводов современной англоязычной литературы (среди них две книги Чарлза Буковски: роман «Женщины» и сборник стихов «Блюющая дама»).
В 2002 году стихи Медведева были включены в шорт-лист Премии Андрея Белого (номинация «Поэзия»).
Отойдя от поэзии, Медведев сосредоточил свои усилия на работе созданного им «Свободного марксистского издательства». Сотрудничает с платформой «Что делать?», входит в консультативный совет альманаха «Транслит».
В 2004 году написал несколько песен на стихи Александра Бренера из книги «Апельсины для Палестины».
С 2010 года выступает с революционными[уточнить] песнями в качестве солиста и гитариста группы «Аркадий Коц» (Николай Олейников, Анна Петрович, Олег Журавлев, Михаил Грибоедов), названной в честь марксиста начала XX века, переводчика «Интернационала» на русский.
Был удостоен второго приза Альтернативной премии «Российское активистское искусство» в номинации «Акции, реализованные в городском пространстве» (церемония награждения лауреатов прошла в рамках Ассамблеи «МедиаУдар» в Зверевском центре современного искусства 4 декабря 2012 года).
В 2014 году стал лауреатом Премии Андрея Белого за книгу «Поход на мэрию» (номинация «Поэзия»).
По некоторым оценкам, Медведев является наиболее известным из современных российских поэтов за рубежом.

## Взгляды

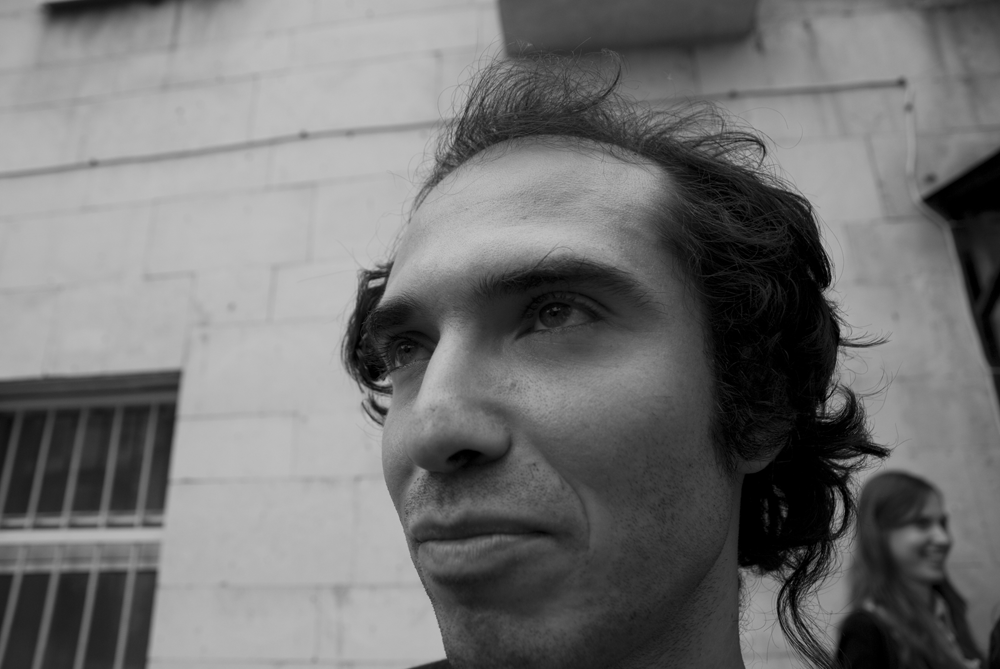

Присоединился к Социалистическому движению «Вперёд», затем вместе с другими активистами «Вперёд» вошёл в состав Российского социалистического движения.
Участник кампании в защиту ЦДХ (2009), в поддержку Химкинских заложников, в защиту Химкинского леса (2010—2011), кампании против повышения пенсионного возраста (2019), против свалки на Шиесе (2019—2020).
В 2017 году баллотировался в муниципальные депутаты Мещанского района Москвы, где вел кампанию за восстановление кинотеатра Форум. В 2019 году участвовал в защите Ольгинской больницы на Мещанке.
В сентябре 2020 года участвовал в акции солидарности с народом Белоруссии.
Заявлял (в 2025), что словосочетание «лево-патриотический» «дискредитировано в России».

## Семья
Прапрадед — Шандор Броди (1863—1924), венгерский писатель и журналист.
Прадед — Золтан Партош (1887—1959), венгерский медик, переводчик произведений Зигмунда Фрейда на венгерский язык, активист Коминтерна. В 1916 году выпустил книгу стихов социалистической направленности. В 1922 году вместе с семьёй переехал в Москву, где в дальнейшем работал врачом. Похоронен на Донском кладбище.
Отец — Феликс Медведев (урождённый Партош; род. 1941), журналист, писатель.

## Книги Кирилла Медведева
- Кирилл Медведев. Всё плохо. — М.: ОГИ, 2002. — 88 с. — ISBN 5-94282-061-9.
- Кирилл Медведев. Вторжение. — М.: АРГО-РИСК, 2002. — 160 с. — ISBN 5-94128-067-X.
- Кирилл Медведев. Тексты, изданные без ведома автора. — М.: НЛО, 2005. — 226 с. — ISBN 5-86793-410-1.
- Кирилл Медведев. 3 %. Стихи. — М.: Свободное марксистское издательство, 2007. — 14 с.
- Кирилл Медведев. Реакция вообще: статьи, манифесты, отчеты об акциях, эссе, интервью. — М.: Свободное марксистское издательство, 2007. — 158 с.
- Кирилл Медведев. Жить долго, умереть молодым. — [СПб.]: Транслит; Свобмарксизд, [2011]. — 60 с. — (Kraft: Книжная серия альманаха «Транслит» и Свободного марксистского издательства).
- Кирилл Медведев. Поход на мэрию. — М.: Свободное марксистское издательство; Транслит, 2014. — 51 с. — ISBN 978-5-98063-021-8.
- Кирилл Медведев. Антифашизм для всех. — М.: Свободное марксистское издательство, 2017. — 140 с. — ISBN 978-5-9907-804-6-0.

## Творчество Кирилла Медведева в переводе
- Kirill Medvedev. «Tekstid, mis ilmusid autori loata».Таллин, Tuum, 2008. Перевод на эстонский язык Игорь Котюх. ISBN 978-99-85980-68-2
- Kirill Medvedev. «It’s No Good: poems / essays / actions.» Ugly Duckling Presse, 2012. Перевод на английский язык Keith Gessen, Mark Krotov, Corey Mead и Bela Shayevich. — ISBN 978-1-93325-494-4
- Kirill Medvedev. «It’s No Good: poems / essays / actions.» Fitzcarraldo Editions, 2015. Перевод на английский язык Keith Gessen, Mark Krotov, Corey Mead и Bela Shayevich. — ISBN 9781910695005
- Kirill Medvedev. «Alles is slecht.» Leesmagazijn, 2014. Перевод на нидерландский язык Pieter Boulogne — ISBN 978-94-91717-09-3.
- Kirill Medvedev «Biopolitiek». Leesmagazijn, 2017. Перевод на нидерландский язык Pieter Boulogne — ISBN 978-94-91717-45-1
- Кирил Медведев «Све је лоше». Књигабајт, Ammonite, Белград 2021. Перевод на сербский язык Владимир Краков — ISBN 978-86-6481-061-6